# No one likes us, we don't care
"No one likes us, we don't care" (svenska: Ingen gillar oss, vi bryr oss inte) är en hejaramsa som härstammar från supportrarna till Millwall FC, bland annat supportergruppen Millwall Bushwackers, i slutet av 1970-talet. Sången sjungs till melodin av (We Are) Sailing av Rod Stewart.
Sången sjönges ursprungligen av Millwallfans som svar på den fortsatta kritiken av deras beteende av pressen och bilden av att många Millwallsupportrar målades upp som huliganer. Sången nådde en global publik när Millwall nådde finalen i FA-cupen 2004. 

## Text
No one likes us, no one likes us

No one likes us, we don't care!
We are Millwall, super Millwall

We are Millwall from The Den!